# دار سك العملة اليابانية
دار سك العملة اليابانية (独立行政法人造幣局 Dokuritsu Gyōsei Hōjin Zōheikyoku) هي مؤسسة إدارية مستقلة تابعة للحكومة اليابانية ، مسؤولة عن إنتاج وتداول العملات المعدنية في اليابان . يقع المكتب الرئيسي للوكالة في أوساكا ولها فروع في سايتاما وهيروشيما . لا تنتج دار سك العملة اليابانية النقود الورقية ؛ وتقع هذه المسؤولية على عاتق مكتب الطباعة الوطني .

## أنظر أيضاً
- مؤسسة إدارية مستقلة
- وزارة المالية (اليابان)
- الين الياباني
- مجموعة إثبات يابانية
- سينبوكان
- المكتب الوطني للطباعة